# Kimjŏngsuk-kun
Kimjŏngsuk-kun (koreanska: 김정숙군) är en kommun i Nordkorea.   Den ligger i provinsen Yanggang-do, i den norra delen av landet, 290 km nordost om huvudstaden Pyongyang.